# Добърска чешма
Чешмата паметник в Добърско е военен паметник чешма, разположена на малък площад в южния край на селото до църквата „Св. св. Теодор Тирон и Теодор Стратилат“.